# Boxe nos Jogos da Commonwealth de 2006
O boxe nos Jogos da Commonwealth de 2006 foi realizado em Melbourne, na Austrália, entre 17 e 25 de março. As onze categorias foram disputadas no Melbourne Convention and Exhibition Centre.

## Medalhistas
Masculino
| Evento                  | Ouro                                 | Prata                            | Bronze                                                            |
| Peso mosca-ligeiro      | Jafet Uutoni NAM Namíbia             | Darran Langley ENG Inglaterra    | Simanga Shiba SWZ Suazilândia Mohammed Nasir WAL País de Gales    |
| Peso mosca              | Don Gareth Broadhurst ENG Inglaterra | Jackson Chauke RSA África do Sul | Jitender Kumar IND Índia Martin Mubiru UGA Uganda                 |
| Peso galo               | Akhil Kumar IND Índia                | Bruno Julie MRI Maurício         | Nestor Bolum NGR Nigéria Mmoloki Nogeng BOT Botsuana              |
| Peso pena               | Stephen Smith ENG Inglaterra         | Lassi Mehrullah PAK Paquistão    | Darren Edwards WAL País de Gales Luke Jackson AUS Austrália       |
| Peso leve               | Frankie Gavin ENG Inglaterra         | Giovanni Frontin MRI Maurício    | Leonardo Zappavigna AUS Austrália Charles Menya KEN Quênia        |
| Peso meio-médio-ligeiro | James Russan ENG Inglaterra          | Moses Kopo LES Lesoto            | Jamie Crees WAL País de Gales Black Moses Mathenge KEN Quênia     |
| Peso meio-médio         | Bongani Mwelase RSA África do Sul    | Vijender Kumar IND Índia         | Olufemi Ajayi NGR Nigéria Neil Perkins ENG Inglaterra             |
| Peso médio              | Jarrod Fletcher AUS Austrália        | Adonis Stevenson CAN Canadá      | James DeGale ENG Inglaterra Warren Fuavailili SAM Samoa           |
| Peso meio-pesado        | Kenneth Anderson SCO Escócia         | Adura Olalehin NGR Nigéria       | Benjamin McEachran AUS Austrália Joshua Ndere Makonjio KEN Quênia |
| Peso pesado             | Bradley Pitt AUS Austrália           | Harpreet Singh IND Índia         | Awusone Yekeni GHA Gana Anderson Emmanuel BAR Barbados            |
| Peso super-pesado       | David Price ENG Inglaterra           | Kevin Evans WAL País de Gales    | Varghese Johnson IND Índia Steven Rudic AUS Austrália             |

## Quadro de medalhas
Dezenove delegações conquistaram medalhas:
| Ordem | País          | Medalha de ouro | Medalha de prata | Medalha de bronze | Total |
| ----- | ------------- | --------------- | ---------------- | ----------------- | ----- |
| 1     | Inglaterra    | 5               | 1                | 2                 | 8     |
| 2     | Austrália     | 2               |                  | 4                 | 6     |
| 3     | Índia         | 1               | 2                | 2                 | 5     |
| 4     | África do Sul | 1               | 1                |                   | 2     |
| 5     | Escócia       | 1               |                  |                   | 1     |
| 5     | Namíbia       | 1               |                  |                   | 1     |
| 7     | Maurícia      |                 | 2                |                   | 2     |
| 8     | País de Gales |                 | 1                | 3                 | 4     |
| 9     | Nigéria       |                 | 1                | 2                 | 3     |
| 10    | Canadá        |                 | 1                |                   | 1     |
| 10    | Lesoto        |                 | 1                |                   | 1     |
| 10    | Paquistão     |                 | 1                |                   | 1     |
| 13    | Quénia        |                 |                  | 3                 | 3     |
| 14    | Barbados      |                 |                  | 1                 | 1     |
| 14    | Botswana      |                 |                  | 1                 | 1     |
| 14    | Gana          |                 |                  | 1                 | 1     |
| 14    | Samoa         |                 |                  | 1                 | 1     |
| 14    | Eswatini      |                 |                  | 1                 | 1     |
| 14    | Uganda        |                 |                  | 1                 | 1     |
| TOTAL | TOTAL         | 11              | 11               | 22                | 44    |